# Rudolf Diesel
Rudolf Christian Karl Diesel (født 18. marts 1858 i Paris, død 29. september 1913) var ingeniør og opfinder. Diesel opfandt dieselmotoren til afløsning af dampmaskinen, som har en ringe udnyttelse af energien (ca. 10 %) og Nikolaus Ottos motor, som brugte tændrør til at antænde brændstoffet med. 

## Liv
Diesel blev født i Paris. Hans forældre var tyske indvandrere, der stammede fra Bayern. Han fik sin uddannelse fra München polytekniske skole. Efter endt uddannelse begyndte han at arbejde med køleskabe, men udviklede en forkærlighed for motordesign. 
Diesel er kendt for dieselmotoren, som han tog to patenter på i 1893, med forbrændingskammer i en cylinder, og som han videreudviklede til en motor, som kunne sættes i produktion i 1897. Før han fik den produktionsklar, blev han næsten dræbt, da en motor eksploderede. Dette var også den første motor, hvor drivstof antændtes uden et tændrør (gnist). Selv kaldte han den "oliemotor", og modellen han viste frem på verdensudstillingen i Paris i 1900, anvendte jordnøddeolie som drivstof.

## Helbred
Diesel blev beskrevet som et "højtryksmenneske". Han prøvede metodisk at forøge sin præstationsevne efter det samme princip som sin motor. Han befandt sig periodevis i en tilstand af konstant "nervespænding og åndelig ophidselse". Da han besøgte verdensudstillingen i 1889, følte han sig så overstimuleret af indtrykkene, at han selv troede, han var ved at dø: "Jeg sprang ud midt i udstillingen, tog en taxa og nåede frem til lægen, før kontortiden var omme...jeg var så oprørt, at jeg knapt mere kan...," skrev han i en stil, der var lige så fragmenteret som hans eget indre. 
I 1898 følte han et konstant hjernebrus, som truede med at trykke ham ned i "en sort afgrund", og frygtede at blive sindssyg. Hans læge forbød ham at arbejde, og foreskrev halvt års ophold på et nervesanatorium, men snart var Diesel igen manisk optaget af vekselvis sin motors fremtid og forskellige politisk-utopiske projekter. Dette var en selvforbrænding, som førte i retning af selvmord. Omstændighederne i forbindelse med hans død er uklare. Han forsvandt fra postskibet Dresden under en overfart fra Antwerpen til Harwich. På forhånd havde han markeret dagen med et tyndt blyantkors i sin almanak. 